# Tchernihivka
Tchernigovka
Tchernihivka  (en ukrainien : Чернігівка) ou Tchernigovka (en russe : Черни́говка) est une commune urbaine de l'oblast de Zaporijjia, en Ukraine. Elle compte 5 645 habitants en 2021.
Le raïon de Tchernihivka a été absorbé par le raïon de Berdiansk avec la réforme administrative de 2020.

## Lieux d'intérêt

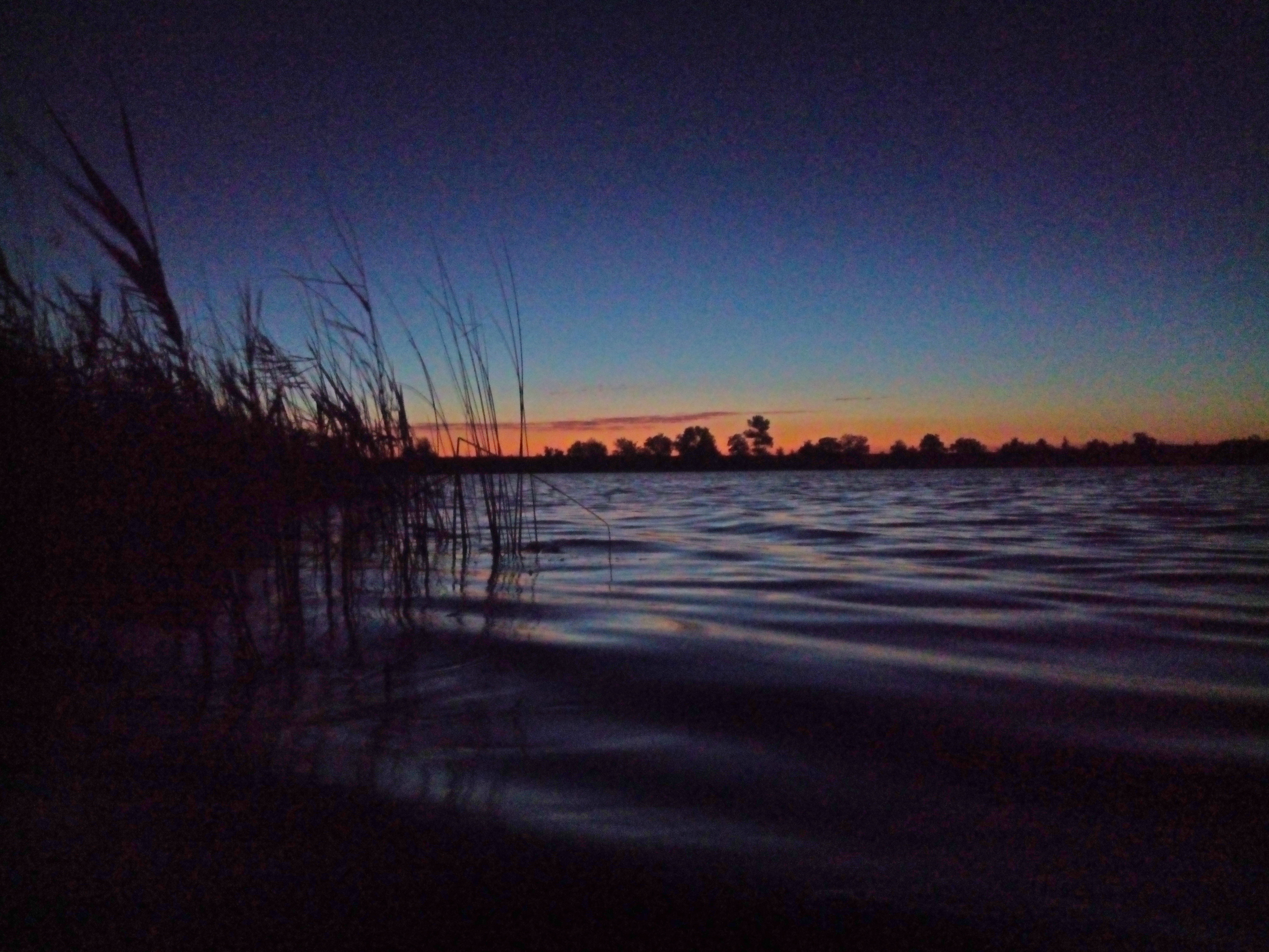
Réserve naturelle, classée[2],
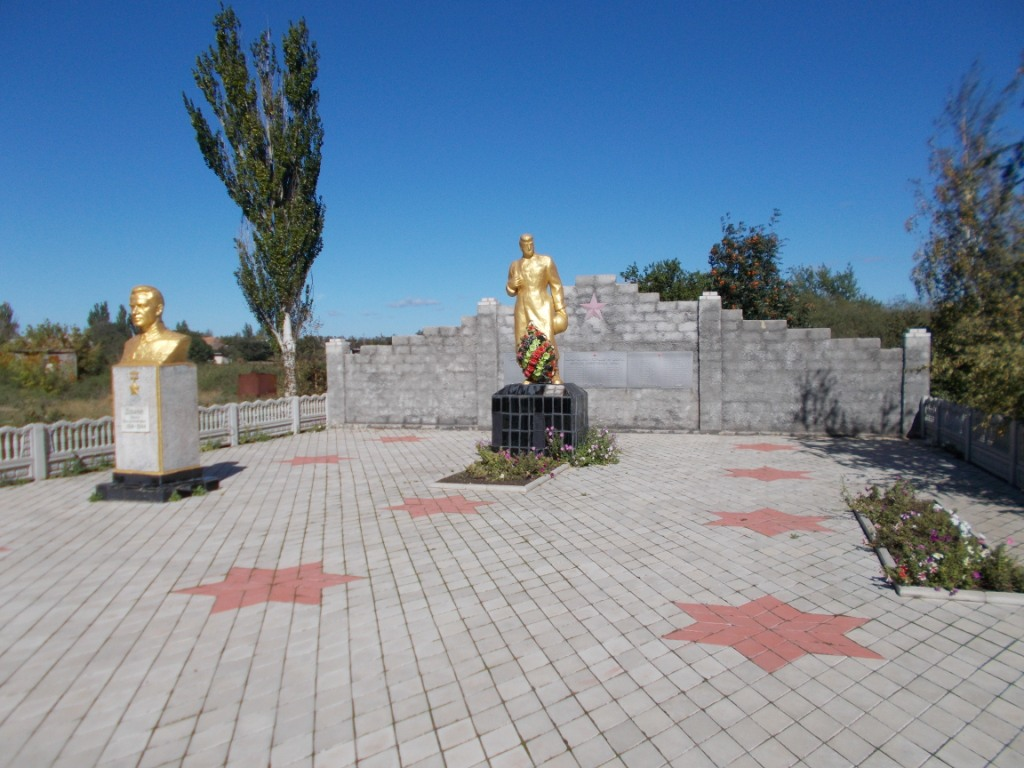
monument aux morts de la seconde guerre mondiale, classée[3] à Prostor,
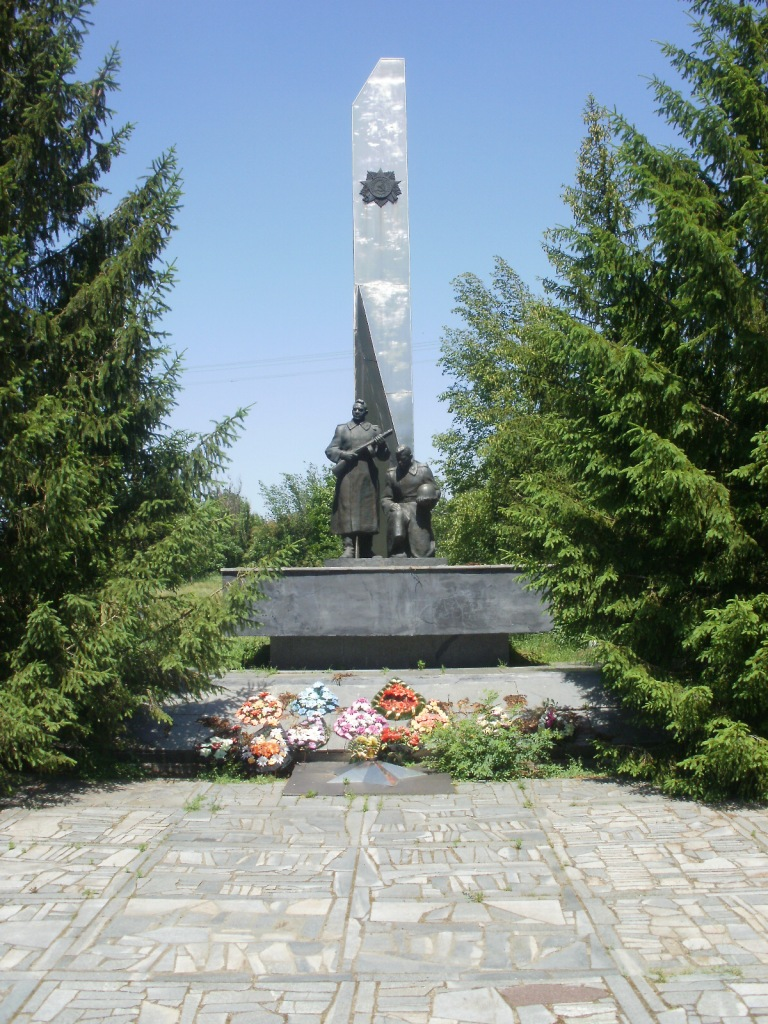
et à Verkhniï Tokmak, classée[4].